# Ejército de Salvación Nacional del Pueblo Chino
El Ejército de Salvación Nacional del Pueblo Chino fue uno de los ejércitos de voluntarios más exitosos, liderado por un antiguo bandido convertido en soldado, Wang Delin. En el momento de la invasión, el batallón de 200 hombres de Wang Delin estaba estacionado cerca de Yanji, una pequeña ciudad en el este de la provincia de Jilin. Después de que las tropas de Wang dispararan contra un grupo de topógrafos japoneses, y Wang se negara a someterse al régimen de Manchukuo, su desafío atrajo a otros opositores a su lado. Wang estableció la ESNPC el 8 de febrero de 1932, contando con más de 1.000 hombres. En pocos meses, este ejército se convirtió en uno de los ejércitos de voluntarios más exitosos. Tras las noticias de sus victorias sobre las fuerzas japonesas y manchúes entre febrero y abril, las tropas que habían sido miembros reacios a las fuerzas del nuevo estado títere desertaron y se unieron al ESNPC aumentando su fuerza de 4.600 hombres el 1 de marzo, a más de 10.000 hombres, incluso hasta 15.000 hombres, organizados en cinco brigadas en abril. Se estima que el ESNPC tenía 30.000 voluntarios para julio de 1932.